# Acewwaḍ
Acewwaḍ, tacewwaṭ ou acebbad est un plat traditionnel algérien, originaire de Kabylie.

## Description
C'est un plat fait avec une pâte maison, cuite sur un tajine à pain et coupée en morceaux. Les morceaux sont ensuite cuits dans du lait. On y ajoute du lben et on y verse un filet d'huile d'olive ou de beurre.
Ce plat est très populaire en hiver.